# ALOS 2
ALOS 2 (Advanced Land Observing Satellite, dt. „Fortschrittlicher Landbeobachtungssatellit“) ist ein japanischer Erdbeobachtungssatellit, der die Erde auf einer sonnensynchronen Bahn umkreist. Er liefert Daten für die Kartografie, den Umweltschutz und die Bewältigung von Katastrophen. Mit ALOS 2 nimmt Japan an der Internationalen Charta für Weltraum und Naturkatastrophen teil.
Er folgt seinem Vorgänger ALOS, der am 22. April 2011 ausfiel.

## Daten
Die Energieversorgung beträgt 5,2 kW (EOL), damit ist eine Lebensdauer von 5 bis 7 Jahren geplant. Der Satellit überfliegt in einem Zyklus von 14 Tagen dieselben Orte.

## Nutzlast
Die Hauptnutzlast ist ein L-Band-Synthetic-Aperture-Radar PALSAR-2 (Phased Array L-Band Synthetic Aperture Radar) mit folgenden Eigenschaften:
- Hochauflösungsmodus:
  - Frequenz: L-Band (1257,5 MHz, entsprechend 22,9 cm Wellenlänge oder 1236,5 / 1278,5 MHz)
  - Polarisation: Single (HH, VV oder HV), Double (HH+HV oder VV+VH) und Full (HH+HV+VV+VH)
  - Auflösung: 3/6/10 m
  - Schwadbreite: 50 oder 70 km
  - Off-nadir Winkel: 8–70°
- ScanSAR-Modus:
  - Frequenz: L-Band (1257,5 MHz, entsprechend 22,9 cm Wellenlänge oder 1236,5 / 1278,5 MHz)
  - Polarisation: Single und Double
  - Auflösung: 100 m
  - Schwadbreite: 350 oder 490 km
  - Off-nadir-Winkel: 8–70°
- Spotlight-Modus:
  - Frequenz: L-Band (1257,5 MHz, entsprechend 22,9 cm Wellenlänge)
  - Polarisation: Single
  - Auflösung: 3 × 1 m
  - Schwadbreite: 25 × 25 km
  - Off-nadir Winkel: 8–70°